# Erhard Paumgartner
Erhard Paumgartner (* vor 1487; † 1508) war Bischof von Lavant von 1487 bis 1508.

## Leben
Erhard Paumgartner war zunächst Pfarrer von St. Florian und St. Andrä in Zeltschach sowie Kanonikus in Völkermarkt und hatte die Propstei von Weißenburg im Elsass inne. Am 5. Januar 1487 wurde er durch den Salzburger Erzbischof Johann Beckenschlager zum Bischof von Lavant ernannt. Er erhielt vom Papst die Dispens, alle bisherigen Pfründen beizubehalten. Seine Bischofsweihe fand am 23. März 1488 in Venedig statt. Wegen der Ungarnkriege zwischen Kaiser Friedrich III. und dem ungarischen König Matthias Corvinus konnte er zunächst sein Bistum nicht in Besitz nehmen und residierte in St. Florian. Erst 1490, nach dem Tod des ungarischen Königs, konnte er sich nach St. Andrä im Lavanttal begeben und das von Ungarn besetzte Schloss Twimberg zurück kaufen. In der Folge bemühte er sich, die von Ungarn besetzten Güter seines Bistums zurückzugewinnen und fuhr selbst nach Rom, um den Papst, um Unterstützung zu bitten. Aufgrund seines fortgeschrittenen Alters wollte ihm der deutsche König und spätere Kaiser Maximilian I. einen Koadjutor zur Seite stellen lassen, Bischof Paumgartner bat jedoch davon abzusehen.
Erhard Paumgartner starb im Jahr 1508. Sein Todesdatum war entweder der 15. März oder der 8. November. Seine Grabstätte ist nicht überliefert.